# Religião na Hungria
Religião na Hungria em 2011

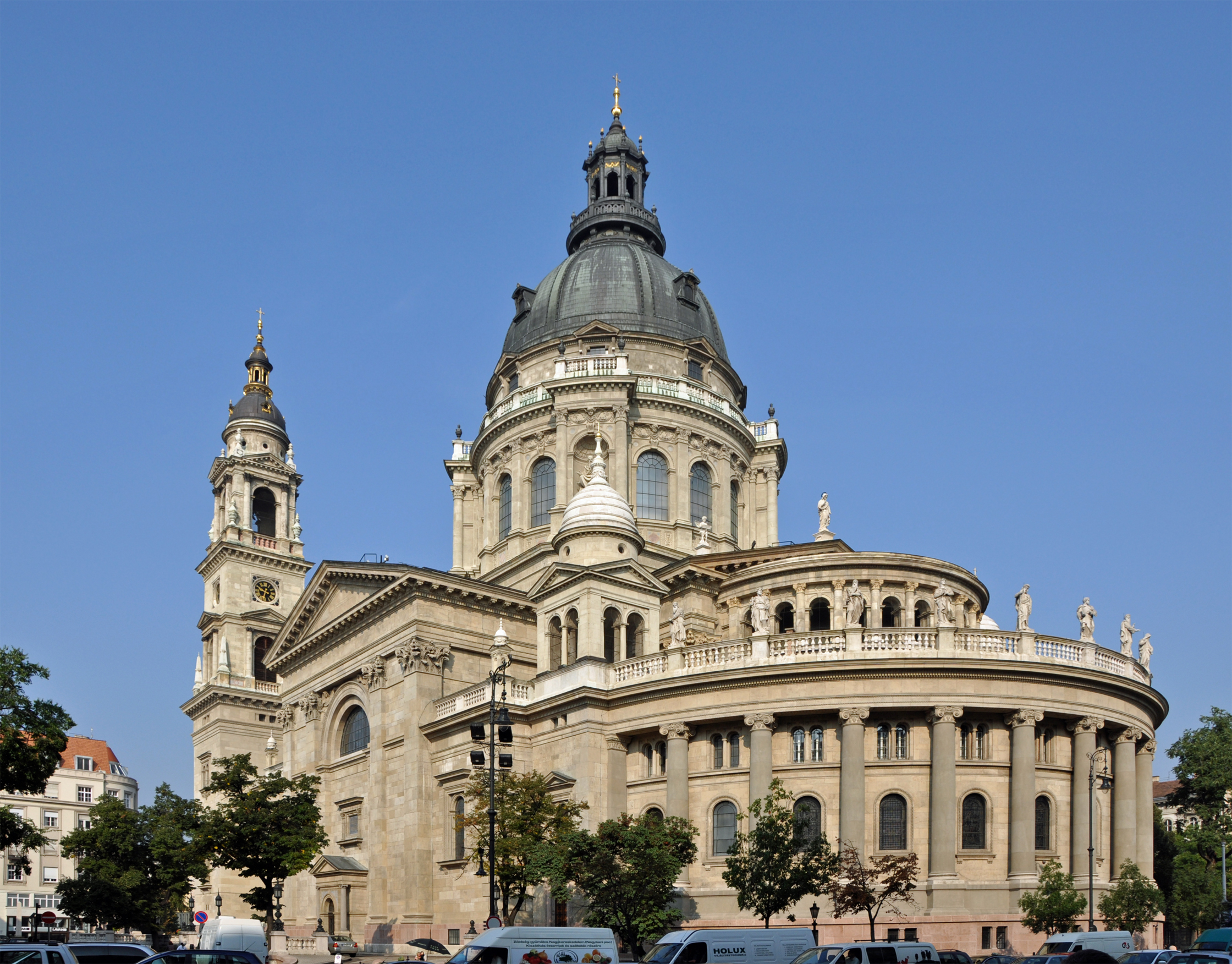
Basílica de Santo Estêvão, em Budapeste.

A Hungria é um país laico com a maior parte de sua população cristã (54,6%), principalmente a Igreja Católica húngara (39,0%) e protestante (13,8%), dos quais destacam-se os calvinistas (11,6%) de acordo com o censo de 2011. Ainda existe uma minoria ortodoxa(0,1%).
Para além dos cristãos, 0,1% dos húngaros são judeus e outros 0,1% seguem outras religiões.

## Religião em 2011
| Denominações religiosas  | Número de adeptos | % do total |
| ------------------------ | ----------------- | ---------- |
| Catolicismo              | 3.871.881         | 39,0       |
| Catolicismo Romano       | 3.691.348         | 37,1       |
| Igreja Católica Grega    | 179.176           | 1,8        |
| Protestantismo           | 1.368.407         | 13,8       |
| Calvinistas              | 1.153.442         | 11,6       |
| Luteranos                | 214.965           | 2,2        |
| Cristianismo Ortodoxo    | 13.710            | 0,1        |
| Outros Cristãos          | 167.231           | 1,7        |
| Judaísmo                 | 10.965            | 0,1        |
| Responderam ao inquérito | 7.238.603         | 72,8       |
| Não religiosos           | 1.659.023         | 16,7       |
| Não responderam          | 2.699.025         | 27,2       |
| Ateus                    | 147.386           | 1,5        |
| Total                    | 9.937.628         | 100,00     |